# Utsav Mishra
Utsav Mishra (* 31. August 1979, auch Uttsav Mishra) ist ein indischer Badmintonspieler. 

## Karriere
Utsav Mishra gewann bei den Südasienspielen 2004 Gold mit dem indischen Herrenteam. Im Jahr zuvor hatte er bereits Platz zwei bei den Sri Lanka International belegt. Bei den India Open 2004 belegte er Rang drei im Herreneinzel. 2005 wurde er Dritter im Einzel bei den Nepal International, 2007 Dritter im Einzel bei den India International.